# Arrondissement di Fort-Liberté
L'arrondissement di Fort-Liberté è un arrondissement di Haiti facente parte del dipartimento del Nord-Est. Il capoluogo è Fort-Liberté.

## Geografia antropica

### Suddivisioni amministrative
L'arrondissement di Fort-Liberté comprende 3 comuni:
- Fort-Liberté
- Ferrier
- Perches